# Oplisa grandiloba
Oplisa grandiloba är en tvåvingeart som beskrevs av Kugler 1978. Oplisa grandiloba ingår i släktet Oplisa och familjen gråsuggeflugor.
Artens utbredningsområde är Israel. Inga underarter finns listade i Catalogue of Life.